# لیا دکر

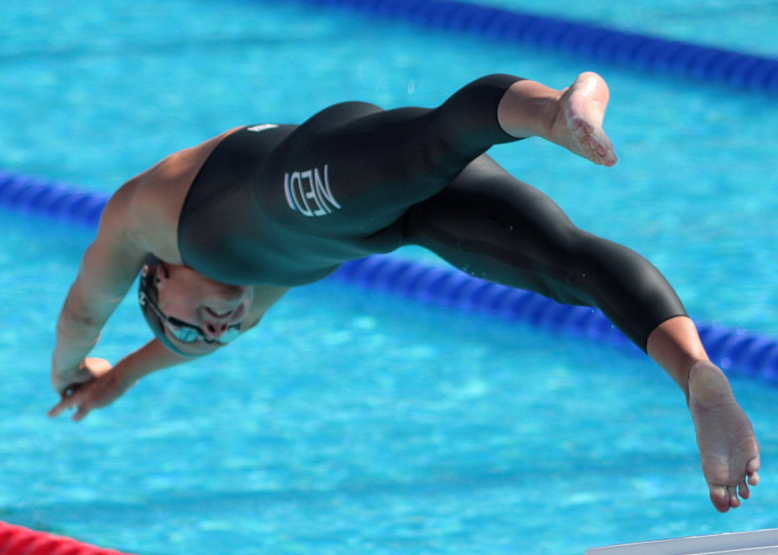
لیا دکر در سال ۲۰۰۹

لیا دکر (به انگلیسی: Lia Dekker) (زادهٔ ۲۴ ژانویهٔ ۱۹۸۷) شناگر اهل هلند است.